# Sherbournia kiliotricha
Sherbournia kiliotricha är en måreväxtart som beskrevs av Nicolas Hallé. Sherbournia kiliotricha ingår i släktet Sherbournia och familjen måreväxter. Inga underarter finns listade i Catalogue of Life.